# Vela de asa

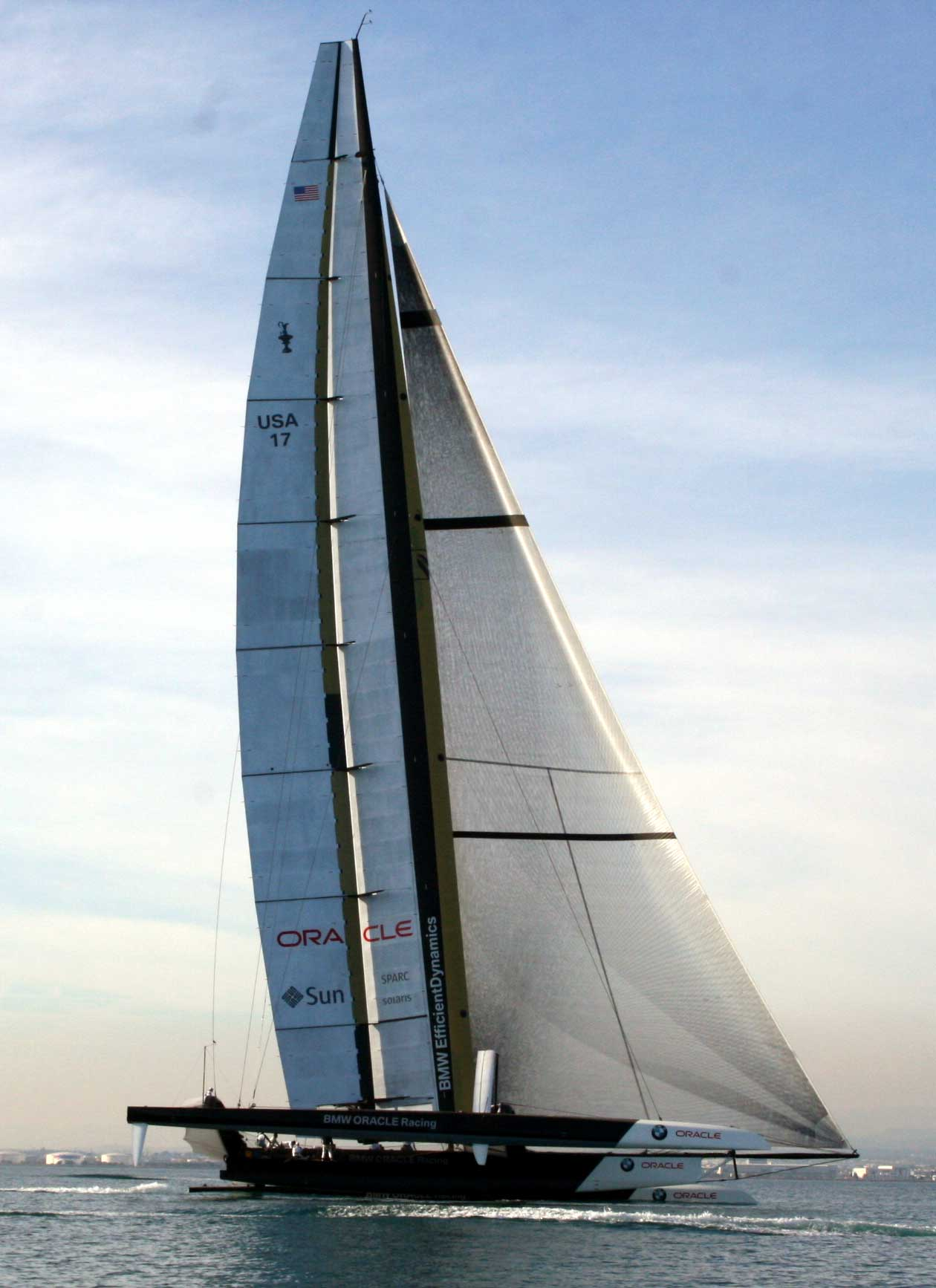
BMW Oracle Racing USA 17 da America's Cup 2010, com uma vela mestra rígida e uma bujarrona convencional na proa

Uma vela de asa, vela de pele dupla ou vela de pele dupla é uma estrutura aerodinâmica de curvatura variável que é montada em uma embarcação marítima no lugar de velas convencionais. Wingsails são análogas às asas de avião, exceto que eles são projetados para fornecer sustentação em ambos os lados para acomodar estar em qualquer amura. Enquanto as asas ajustam a curvatura com abas, as asas ajustam a curvatura com uma estrutura flexível ou articulada (para velas duras). As velas de asa são normalmente montadas em uma longarina permanente — geralmente feita de fibra de carbono para leveza e resistência. A geometria das velas de asa fornece mais sustentação e uma melhor razão de planeio do que as velas tradicionais. As velas de asa são mais complexas e caras do que as velas convencionais.

## Introdução

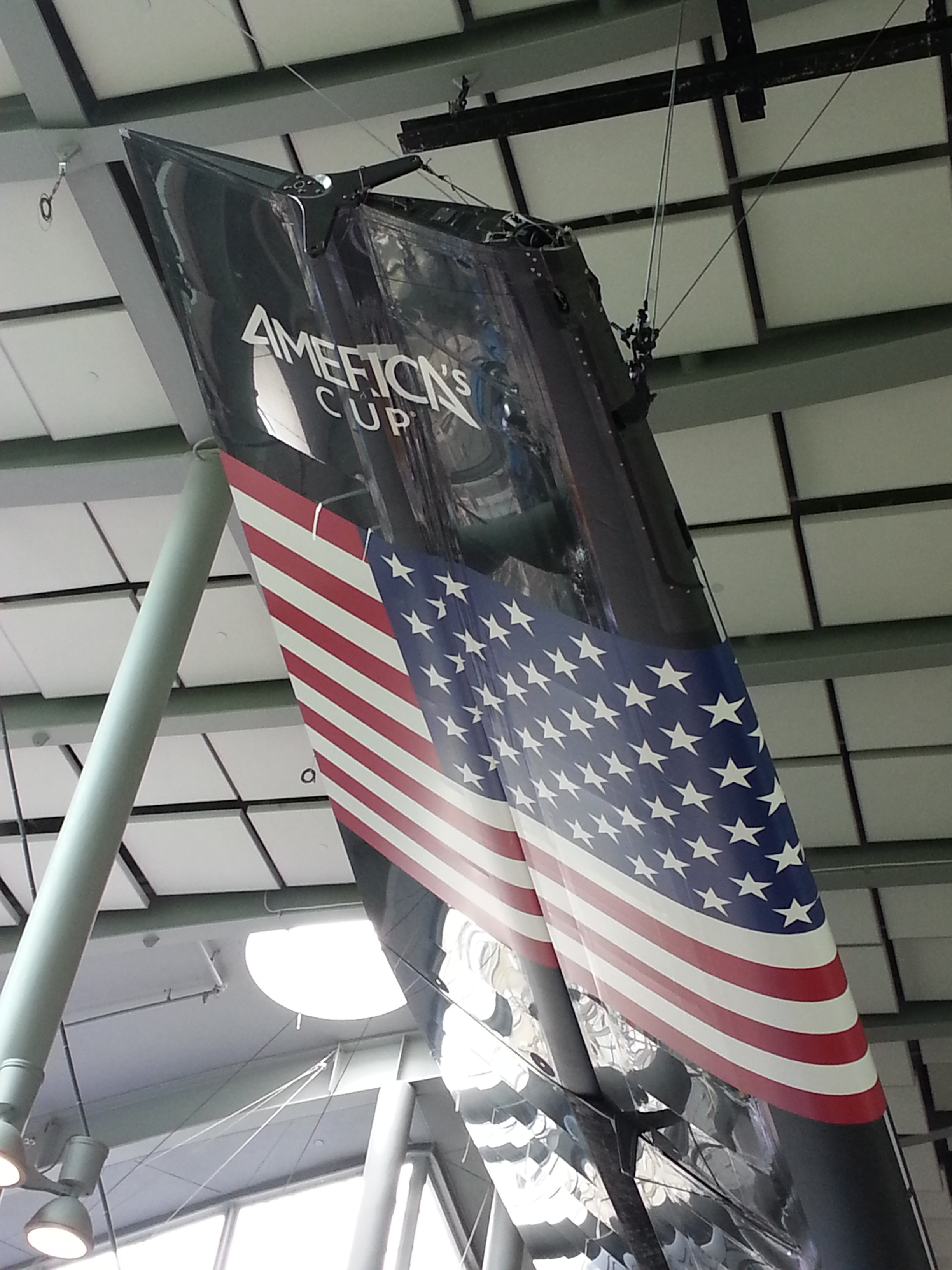
O topo da asa de um catamarã de corrida Oracle AC45

Velas de asa (Wingsails em inglês) são duas construções básicas que criam um aerofólio, "soft" e "hard", ambos montados em um mastro giratório não estaiado. Enquanto as velas de asa duras são estruturas rígidas que são arrumadas apenas após a remoção do barco, as velas de asa macias podem ser enroladas ou arrumadas a bordo.
L. Francis Herreshoff foi pioneiro em um equipamento precursor que tinha bujarrona e vela grande, cada um com uma vela de duas camadas com bordas de ataque presas a uma longarina rotativa. A classe C Class Catamaran vem experimentando e refinando velas de asa em um contexto de corrida desde os anos 60. O inglês John Walker explorou o uso de velas de asa em navios de carga e desenvolveu a primeira aplicação prática para veleiros na década de 1990. As velas Wingsails foram aplicadas a pequenas embarcações, como o Optimist dinghy e Laser, para iates de cruzeiro e, principalmente, para veleiros de corrida multicascos de alto desempenho, como o USA-17. As embarcações menores têm uma asa unitária que é escalonada manualmente. As plataformas de cruzeiro têm uma plataforma macia que pode ser abaixada, quando não estiver em uso. Plataformas de alto desempenho geralmente são montadas com componentes rígidos e devem ser escalonadas (instaladas) e não escalonadas por equipamentos em terra.

## Ajuste de curvatura

Seção transversal de um aerofólio mostrando a linha de curvatura.

As velas de asa mudam de curvatura (a assimetria entre as superfícies superior e inferior do aerofólio), dependendo da amura e da velocidade do vento. Uma vela de asa torna-se mais eficiente com maior curvatura no lado do vento. Como o lado de barlavento muda a cada amura, a curvatura da vela também deve mudar. Isso acontece passivamente em uma vela convencional, pois ela se enche de vento em cada amura. Em uma vela de asa, uma mudança na curvatura requer um mecanismo. Wingsails também mudam de curvatura para ajustar a velocidade do vento. Em uma aeronave, os flaps aumentam o arqueamento ou curvatura da asa, elevando o coeficiente de sustentação máximo — a sustentação que uma asa pode gerar — em velocidades do ar mais baixas (velocidade do ar que passa sobre ela). Uma vela de asa tem a mesma necessidade de ajuste de curvatura, à medida que a velocidade do vento muda - uma curvatura mais reta à medida que a velocidade do vento aumenta, mais curva à medida que diminui.
Os mecanismos de ajuste de curvatura são semelhantes para velas de asa macias e duras. Cada um emprega segmentos de aerofólio à frente e à direita independentes que são ajustados independentemente para a curvatura. Equipamentos mais sofisticados permitem o ajuste variável da curvatura com a altura acima da água para lidar com o aumento da velocidade do vento.

## Comparação com plataformas de vela convencionais
A presença de cordame, suportando o mastro de uma plataforma convencional de proa e popa limita a geometria da vela a formas menos eficientes do que a corda estreita da vela de asa. No entanto, as velas convencionais são simples de ajustar para a velocidade do vento por rizadura. Wingsails normalmente são uma área de superfície fixa. As velas convencionais podem ser enroladas facilmente; algumas asas flexíveis podem cair, quando não estiverem em uso; as asas rígidas devem ser removidas quando a exposição ao vento for indesejável.